# Santuario de la Virgen de Inodejo

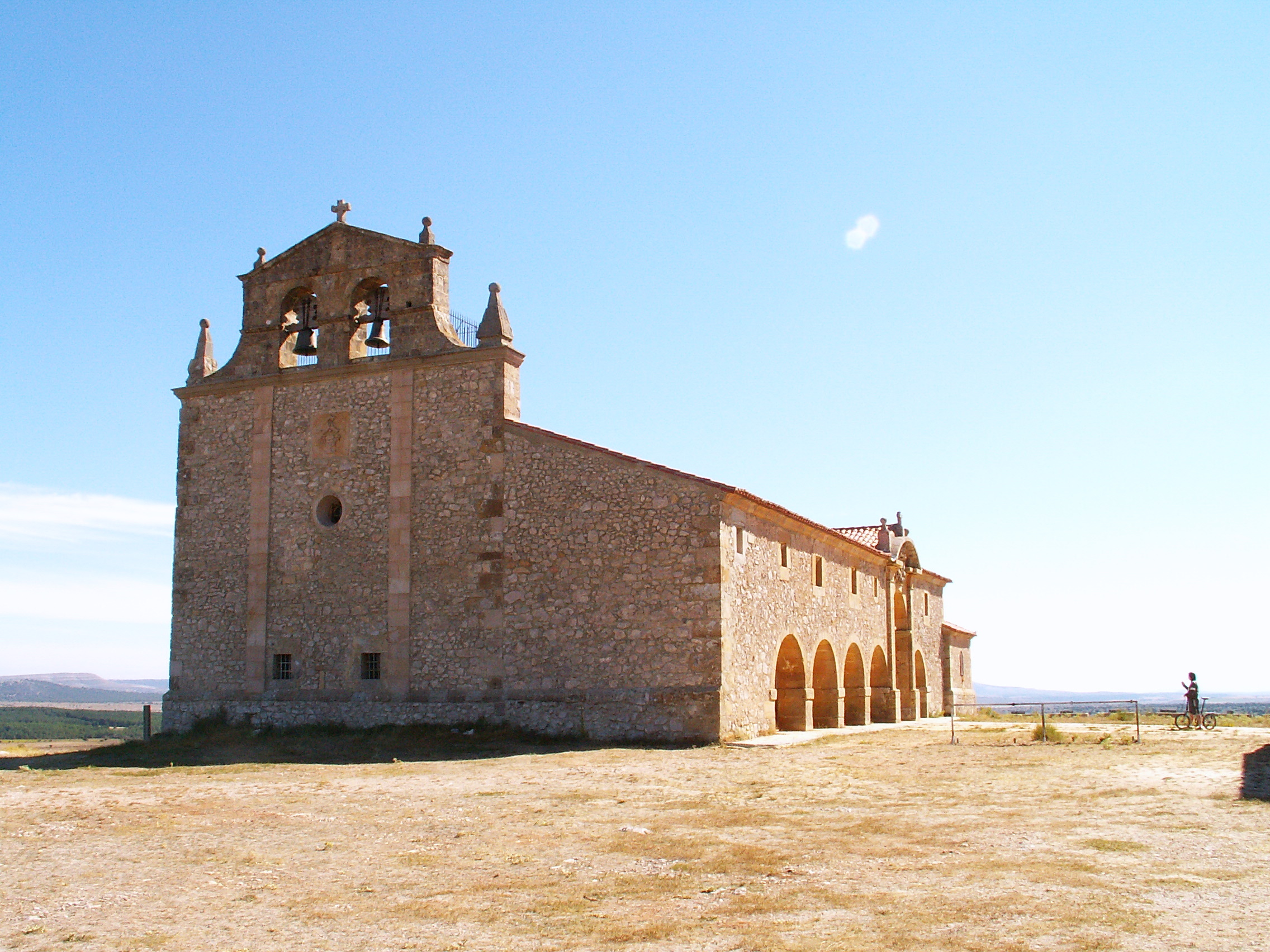
Santuario de la Virgen de Inodejo.

El Santuario de la Virgen de Inodejo es un santuario católico mariano situado en la provincia de Soria, partido judicial de Soria, comunidad autónoma de Castilla y León, España. En el término de Las Fraguas, pueblo de la Comarca de Soria que pertenece al municipio de Golmayo, donde se venera a la Virgen de Inodejo, patrona de esta localidad.

## Geografía
El santuario de la Virgen de Inodejo se encuentra en la sierra que lleva su mismo nombre, a 5 kilómetros de Las Fraguas y a 28 kilómetros de Soria, en España. Un Viacrucis precede el camino hasta llegar a la ermita.
Una de sus peculiaridades es que está en medio de la sierra alejada de cualquier municipio. También como curiosidad, la existencia de un montículo pelado próximo al santuario en el que es fácil encontrar pequeños fósiles "equínidos del terciario", que son llamados "piedrecitas de la virgen". Se desconoce el origen del montículo, al cual se le han atribuido diversas leyendas como la que en él están enterrados los famosos "bolos de oro", aunque sería más posible que el pequeño cerro, sea realmente un túmulo ibero, y que dichos fósiles no sean otra cosa que ofrendas al difunto o ajuar funerario.

## Peregrinaje
El peregrinaje a Inodejo es multitudinario durante las fiestas principales, y reúne a los creyentes de los pueblos de su alrededor. Las romerías se realizan el domingo de La Trinidad en junio y el segundo domingo de septiembre.

## Ermita

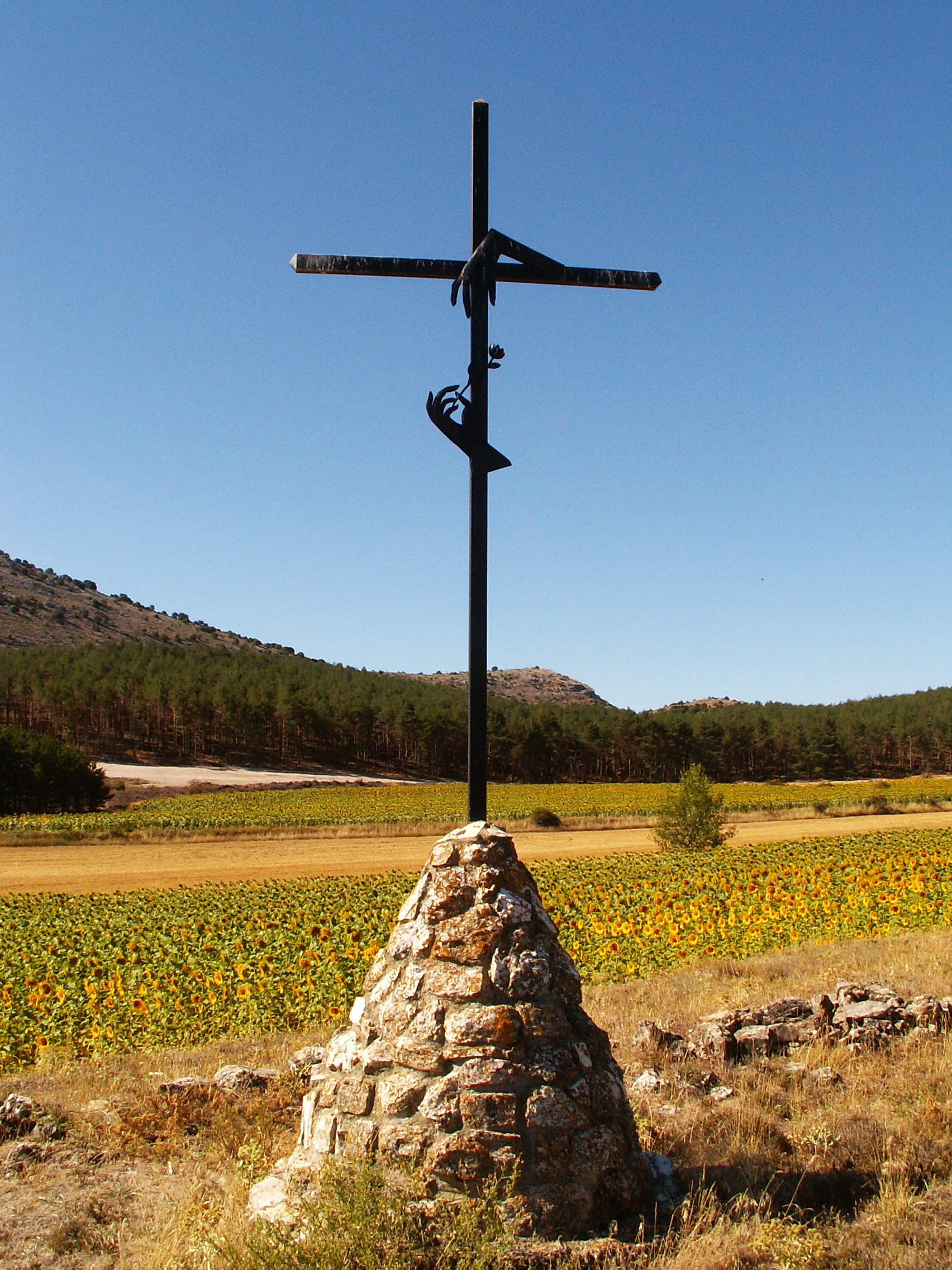
Viacrucis Inodejo.

El santuario actual data de 1600, tiene planta de cruz latina y está bien conservado. En el fondo de la iglesia se halla el coro, sostenido por un hermoso arco rebajado de piedra.

## Historia
Pero nada se sabe del santuario primitivo. Se ha encontrado un documento de 1621 en el archivo del Convento de Santa Clara (Soria) en el que se manifiesta que fundaron su convento primeramente en Inodejo. Se sabe que las Clarisas de Soria se establecieron en la ciudad en 1286, y por lo tanto su estancia en el santuario de Inodejo debió ser anterior.

## Tradiciones
La leyenda popular cuenta que la Virgen se apareció encima de una encina a un pastorcillo de Las Fraguas, manco de la mano derecha. Ella le ordena ir a buscar a su padre, y el pastor obedece, pero al verle este le recrimina haber abandonado el rebaño. De vuelta, se repite por segunda vez el mandato, pero mientras hablaban una de las ovejas se aparta del resto. El muchacho le arroja una piedra, y la Virgen le pregunta por qué no ha utilizado su mano derecha, a lo que le contesta: "Señora, hace tiempo que me falta". La virgen le insiste que lo haga, y entonces él siente la mano que le faltaba pudiéndola usar con normalidad. El pastor cuenta el milagro en el pueblo, y pronto se extiende a los pueblos de la comarca que acuden al lugar para contemplar la imagen sobre la encina. Ante el deseo de la Señora de que le construyeran un templo, a cambio de protección, todos aquellos pueblos se la disputan. "Nosotros le haremos un templo", le decían. Y a todos contestaba lo mismo: "¿Y si no dejo?". Frase con la que ingenuamente se intenta explicar el origen de su nombre, Inodejo.

## Etimología
En un intento de explicar etimológicamente "Inodejo", se insinúa que pudiera provenir del íbero In-Odei (nubes o tormentas), y transformada más tarde en Inodoxo y en Inodejo. Así pues, podría tratarse de la Virgen de las Tormentas, cuya formación se atribuye a la sierra y son muy temidas por las gentes de los alrededores.
También se ha insinuado que su origen pudiera provenir del hecho que durante la invasión musulmana se ocultara la imagen de la virgen en una encina con intención de protegerla. Tras la reconquista, quizás encontraron "milagrosamente" la imagen oculta en la encina, y de aquí la leyenda.
Su imagen, probablemente del siglo XIII, es una talla de 46,5 centímetros, con la peculiaridad de que está amamantando al Niño (Virgen Lactante). Pudiera ser una de las imágenes más antiguas en España en esta actitud. Sobre la imagen original, se han ido practicando variaciones.

## Pueblos hermanados
Los siguientes pueblos están hermanados con el santuario de Inodejo:
- La Muela
- Nódalo
- Escobosa de Calatañazor
- Monasterio
- Nafría la Llana. Mi padre (Francisco Gómez Nafría)nació en Nfría la Llana y allí reposan sus cenizas. Hacia 1996 llegó a La Arboleda, pueblo de Vizcaya en la zona minera en diligencia y trabajó en la mina hasta sufrir un accidente por una avalancha de mineral quedando sepultado con varios mineros. Salió vivo de aquel percance y tras recuperarse de unas fracturas, aprendió el oficio de zapatero y trabajó como tal en la zapatería de Villarejo en Bilbao y posteriormente se estableció por cuenta propia hasta morir a la edad de 87 años en Bilbao
- Villaciervos
- Villaciervitos
- La Muela
- Osona
- Las Fraguas
- Osonilla
- Calatañazor